# Oleksandr Vjuchin
Oleksandr Jevgenovytj Vjuchin (ukrainska: Олександр Євгенович В'юхін), född 9 januari 1973 i Sverdlovsk (nu Jekaterinburg) i Ryska SFSR i Sovjetunionen, död 7 september 2011 utanför Jaroslavl i Ryssland, var en ukrainsk professionell ishockeyspelare som senast spelade för Lokomotiv Jaroslavl i Kontinental Hockey League. 
Vjuchin plockades av Lokomotiv Jaroslavl in som backup till tyske landslagsmålvakten Dimitrij Kotschnew i KHL-säsongen 2010-11, men tog dock över förstaspaden lagom till slutspelet. Ändå var han given reserv bakom Stefan Liv inför säsongen 2011-12.
Vjuchin spelade 13 landskamper för Ukraina.

## Död
Vjuchin var den 7 september 2011 ombord på ett passagerarflygplan som havererade i staden Jaroslavl klockan 16:05 MSK under en flygning mellan Yaroslavl-Tunoshna Airport (IAR) och Minsk-1 International Airport (MHP). Hans lag Lokomotiv Jaroslavl var på väg till en bortamatch i Minsk. Efter att planet lyfte från flygplatsen kunde det inte nå tillräckligt hög höjd och flög in i en ledning innan det havererade i floden Volga.